# Mesangylon
El mesangylon (grec: μεσάγκυλον) era una javelina amb una corretja (grec: ἀγκύλη) per a propulsar-la. L'existència de la corretja afegia recorregut al moviment de propulsió i, per tant, més abast a la javelina, i a més li imprimia un moviment de gir que li donava estabilitat en l'aire.
Del seu nom en queda constància, entre d'altres, a les obres d'Eurípides, Polibi i Arrià. És una de les armes usades en la falange experimental d'Alexandre el Gran